# Cemeng (Sambung Macan)
Cemeng is een bestuurslaag in het regentschap Sragen van de provincie Midden-Java, Indonesië. Cemeng telt 4534 inwoners (volkstelling 2010).